# Dalarna
Dalarna is een landschap in het Middenzweedse landsdeel Svealand. Het valt geografisch ongeveer samen met de provincie Dalarnas län. 
Dalarna wordt omringd door de landschappen Härjedalen, Hälsingland, Gästrikland, Västmanland en Värmland, en is in het westen verbonden met Noorwegen. De naam Dalarna betekent "de valleien",  en verwijst naar de dominerende landschapsvorm. De bewoners houden graag vast aan oude tradities. In het westen wordt nog door sommige bewoners het oude dialect gesproken, en over het algemeen zijn de mensen graag onafhankelijk.
Dalarna heeft een oppervlakte van 29.086 km².

## Geografie
Enkele geografische kenmerken van Dalarna zijn:
- Storvätteshogna: met 1204 meter de hoogste berg in het gebied.
- Het meer Siljan, het grootste meer van Dalarna met een oppervlakte van 290 km² en een diepte van 124 meter.
- Njupeskär, de hoogste waterval met een hoogte van 97 meter.
- Oudste boom ter wereld, een spar van 9555 jaar.

Het landschap Dalarna wordt gekenmerkt door in het midden het meer Siljan, met de daarbij stromende rivieren Österdalälven en Västerdalälven, die samenvloeien in de Dalälven, die naar de Zweedse oostkust voert. Het noordelijk landschap kenmerkt zich door hoge bergen met daarin vele meren. In het zuidwesten zijn er veel voormalige kopermijnen.

### Steden
Steden in Dalarna zijn;
- Avesta (stadsrechten 1641)
- Borlänge (stadsrechten in 1944)
- Falun (stadrechten 1641)
- Hedemora (stadsrechten mogelijk 1400)
- Ludvika (1919)
- Säter (1642)

## Geschiedenis
Deze regio maakte oorspronkelijk deel uit van Svealand, voorafgaand aan de kerstening van het Zweden uit de 11e eeuw. Dalarna wordt voor het eerst vermeld in de Zweden-Sage in 1177 als Järnbäräland, wat zoiets betekent als ijzig en plooiend land. Er ontstonden twee bekende conflicten in de provincie, het eerste in 1434 geleid door Engelbrekt Engelbrektsson, die de mijnwerkers leidde in hun verzet tegen Erik van Pommeren, en het tweede in 1519-1523. Het was hier dat koning Gustaaf Wasa de meeste steun verkreeg in zijn opstand tegen de Unie van Kalmar en Koning Christiaan II van Denemarken. Gustaaf Wasa had voorheen enkele nederlagen geleden en vluchtte naar Mora. Met de Denen op de hielen besloot hij een zware skitocht te maken naar Noorwegen om daar steun te zoeken. Pas onderweg (men denkt ter hoogte van Sälen) kreeg hij te horen dat hij de onvoorwaardelijke steun kreeg van zijn bevolking en durfde daarna de confrontatie met de Denen aan bij de Slag van Falun en de Slag van Brunbäcks färja. Ter herinnering aan de barre tocht van Gustaaf wordt er elk jaar een Wasaloop gehouden tussen Mora en Sälen.

## Sport
In Dalarna wordt jaarlijks de langlaufwedstrijd Wasaloop gehouden.